# الحدية (ريمة)

تعديل مصدري - تعديل

الحدية قرية يمنية، تقع، في مديرية الجعفرية،
إحدى مديريات محافظة ريمة، (اليمن) الجمهورية اليمنية،
وقد كانت محافظة ريمة، سابقا تتبع محافظة صنعاء
عاصمة اليمن. وفي عام 2004م، اعتمدت رسميا محافظة
مستقلة مكونة من خمس مديريات، منها: مديرية الجعفرية،ومركزها الحدية
والحدية في الأصل تطلق على الحي السكني.
وهو بحسب الإحصاء السكاني ضمن، عزلة بني الجعد أحدعزل مديرية الجعفرية،
ريمة
إلا أن «الحدية» تطلق على مايشمل أماكن أخرى سكنية وغير سكنية. وتعد المركز الرئيسي لمديرية الجعفرية.

## قريةالحدية
الحدية اسم قرية تقع في عزلة بني الجعد، أحد عزل مديرية الجعفرية، وأحد أهم مناطق المديرية، ومركزها الإداري، والاقتصادي.
ويبلغ عدد سكانها: -927- نسمة، حسب التعداد السكاني،
للعام 2004م،
وتسمى: حدِيّة، وفي القاموس حَدِي بالمكان إذا أقام به،
وتطلق الحدية على الحي السكني، المشتمل على مركز للتسوق
إضافة إلى القرى والمناطق الزراعية التابعة لها.
تتضمن الجامع الكبير، ومسجد البلّاع، ومركز إدارة الأمن،
ومحكمة الجعفرية (ريمة)،  إضافة إلى مراكز إخرى، مثل: التعليم، والصحة  ،، وغيرها. ويتوسطها سوق عام يفِد إليه سكان القرى المجاورة للحصول على متطلباتهم. كما يوجد فيها سوق البن، أو ما يسمى: (شارع البن)،
لشراء البن وتصديره إلى مناطق أخرى،

### الموقع
تقع الحدية في الجهة الجنوبية من مديرية الجعفرية،
وأهم المواقع التي تتوسطها:
- من الشرق جبال كسمة، ومن أهمها جبل ظلملم، الذي كان في السابق مقرا للحكم فيما كان يسمى مخلاف جعفر.
- جبل أسود مركز اللَمْهِيل، الواقع ضمن عزلة بني سعيد،ويرتبط بمديرية كسمة عبر الطريق المؤدي منه إلى جبل ظلملم. كما يرتبط مع جهات أخرى مثل: طريق علوجة، ومضناي الحيم، وصولا إلى مديرية بلاد الطعام، ومديرية الجبين، عاصمة محافظة ريمة.

ويبعد جبل أسود عن الحدية بمسافة قليلة، ويفصل بينهما
حي بني الجعد. كما تعتبر الحدية موقعا يربط مابين مديرية كسمة، (شرقا) ، وبين مديرية بيت الفقيه، محافظة الحديدة، (غربا)، عبر ما كان يسمى (طريق الجمّالة)، الذي يربط ريمة بمناطق تهامة، ويمتد من الحدية غربا إلى منطقة تسمى (العقبة)، ثم خط: (الصعيد- بيت الفقيه، وخط (يابس) وخط (نفحان - البدوة). 

## أماكن ضمن الحدية
تطلق الحدية على الحي السكني الذي يضم المقرات الحكومية لمديرية الجعفرية، كما أنها تضم أماكن أخرى منها:
- جبل الشرف:[2] يطل على الحدية، ويقع بينها وبين حي بني الجعد، ومنطقة القصر.
- القَبل: ويقع غرب الحدية ويشمل مساكن متفرقة، وأماكن زراعية، ومناظر طبيعية،

ويضم قرية القبل، والساقي، والزلاق، وعُرْها، وطريق عقبة الحدية، وغيرها.
كما تضم ينابيع وجداول مائية، أسفل جبل الشرف، إضافة إلى شلال الزلاق.
- ضاحية الرَّكب:[3]

وهو عبارة عن مصب مائي شلال مرتفع يطل على الحدية، ويشكل مع أماكن
أخرى مجاورة سلسلة محيطة بالحدية، تمتد من شرق الحدية إلى قرية شاكمة،
وصولا إلى منطقة البرادة، أو ما قد تسمى عند البعض بيت طاهر،
وهو عبارة عن موضع للرعي والزراعة، تنصب فيه مياه السيول المحيطة بالحدية.